# Sydney Wallwork
Sydney Wallwork (ur. 17 sierpnia 1882 w Manchesterze, zm. 27 września 1966 w Bucklow Hill) – brytyjski łyżwiarz figurowy, startujący w parach sportowych z Ethel Muckelt. Uczestnik igrzysk olimpijskich (1920).

## Osiągnięcia
Z Ethel Muckelt
| Igrzyska olimpijskie | 5 |